# Discografia de Mastruz com Leite
A banda Mastruz com Leite possui uma discografia de 51 volumes oficiais, dentre álbuns de estúdio e ao vivo, além de 1 EP. A videografia da banda possui 10 álbuns audiovisuais oficiais, sendo dois projetos acústico voltado para a internet. Atualmente, a banda realiza as gravações em estúdio independente e disponibiliza seus álbuns nas principais plataformas de streaming e para download digital.

## Álbuns de estúdio
| Ano  | Título                                           |
| ---- | ------------------------------------------------ |
| 1992 | Arrocha o Nó                                     |
| 1993 | Só pra Xamegar                                   |
| 1993 | Coisa Nossa                                      |
| 1994 | Rock do Sertão                                   |
| 1994 | Flor do Mamulengo                                |
| 1995 | O Boi Zebu e as Formigas                         |
| 1995 | Cabeça de Bob's x Barriga Crescida               |
| 1996 | No Forró do Gonzagão                             |
| 1996 | Moto Táxi                                        |
| 1996 | No Forró do Jackson do Pandeiro                  |
| 1996 | Em Todo Canto do Mundo Tem Cearense              |
| 1997 | Mulher - vol 12                                  |
| 1997 | Solando pra Você Dançar e Cantar I               |
| 1997 | Solando pra Você Dançar e Cantar II              |
| 1998 | Tatuagem                                         |
| 1998 | Solando pra Você Dançar e Cantar III             |
| 1998 | Canta Trio Nordestino                            |
| 1998 | Grandes Solos                                    |
| 1999 | Canta Dominguinhos                               |
| 1999 | Canta Sucessos do Rei                            |
| 1999 | São João na Roça                                 |
| 1999 | Feira Dançante                                   |
| 1999 | Grandes Solos II                                 |
| 2000 | Solando pra Você Dançar e Cantar IV              |
| 2000 | Canta Pinduca                                    |
| 2000 | Acústico I                                       |
| 2001 | Coração de Pedra                                 |
| 2001 | Cantigas de Roda                                 |
| 2002 | Canta Carlos Santos                              |
| 2002 | Acústico II                                      |
| 2003 | Do Forró do Grilo a New York                     |
| 2005 | CD Oficial do São João                           |
| 2006 | Meu Alimento                                     |
| 2007 | Arrocha o Nó II                                  |
| 2009 | Em Todos os Sentidos                             |
| 2011 | Vaquejada e Forró                                |
| 2012 | Solando pra Você Dançar                          |
| 2013 | Na Contramão como Preferencial                   |
| 2018 | São João de Todos os Tempos (DVD)                |
| 2019 | Terapia - Forró sem Efeito Colateral             |
| 2019 | Acústico Imaginar                                |
| 2020 | Audio Live "A Minha, A Sua, A Nossa História"    |
| 2020 | Audio Live "Todos Cantam Mastruz"                |
| 2021 | Acústico Deluxe - Tempo para Tudo (DVD)          |
| 2022 | Canta Rita de Cássia (partes 01, 02 e 03)        |
| 2022 | Rolê Junino (DVD)                                |
| 2022 | Acústico Imaginar: Mastruz com Leite Pé de Serra |
| 2023 | Mastruz e Cavalo Acústico Imaginar               |
| 2023 | São João no Forrobodó                            |
| 2025 | O Filé do São João                               |
| 2025 | Mastruz Canta Luiz Gonzaga (EP)                  |

## Álbuns ao vivo
| Ano  | Título                               |
| ---- | ------------------------------------ |
| 1997 | Ao vivo I                            |
| 1998 | Ao Vivo II                           |
| 1999 | Ao Vivo III                          |
| 2001 | Ao Vivo IV                           |
| 2002 | 10 Anos de Sucesso - Ao Vivo         |
| 2004 | Mastruz é Mastruz - Vol. 35          |
| 2004 | Mastruz é Mastruz - O Show           |
| 2006 | Ao Vivo no Parque do Vaqueiro        |
| 2007 | O Show Continua - Ao Vivo em Caruaru |
| 2016 | Ao Vivo em Fortaleza                 |

## Videografia
| Ano  | Título                                                       |
| ---- | ------------------------------------------------------------ |
| 2004 | Mastruz é Mastruz - O Show                                   |
| 2007 | O Show Continua - Ao Vivo em Caruaru                         |
| 2016 | Mastruz com Leite - Ao Vivo em Fortaleza / Clube do Vaqueiro |
| 2018 | Mastruz com Leite - São João de Todos os Tempos              |
| 2021 | Mastruz com Leite Acústico - Tempo para Tudo                 |
| 2022 | Mastruz com Leite - Rolê Junino                              |
| 2022 | Acústico Imaginar: Mastruz com Leite Pé de Serra             |
| 2023 | Mastruz e Cavalo Acústico Imaginar                           |
| 2023 | Fazendo Parte de Nossas Vidas                                |
| 2025 | O Filé do São João                                           |

## Coletâneas
| Ano  | Título                        |
| ---- | ----------------------------- |
| 2002 | 10 Anos de Sucesso I          |
| 2002 | 10 Anos de Sucesso II         |
| 2002 | 10 Anos de Sucesso III        |
| 2002 | 10 Anos de Sucesso IV         |
| 2002 | 10 Anos de Sucesso V          |
| 2002 | 10 Anos de Sucesso - 20 Solos |
| 2007 | Os Grandes Sucessos           |
| 2007 | As 20 Mais vol I e II         |
| 2010 | MP3 100 Sucessos - 20 Anos    |
| 2016 | MP3 150 Sucessos              |

## Singlese EPs
| Ano  | Título                                                            |
| ---- | ----------------------------------------------------------------- |
| 1995 | Que-re-rê                                                         |
| 2004 | Você não me ensinou a te esquecer                                 |
| 2010 | O Hexa é Nosso                                                    |
| 2016 | Quer Saber                                                        |
| 2016 | Relance                                                           |
| 2016 | Posto Ipiranga                                                    |
| 2016 | Não pare a vaquejada não                                          |
| 2018 | Algo Diferente                                                    |
| 2018 | Apaixonada por Você                                               |
| 2019 | Não vou ficar sozinho                                             |
| 2019 | Voltando a minha terra                                            |
| 2019 | Foi Você                                                          |
| 2020 | Arraiá Virtuá                                                     |
| 2020 | Usa Havaianas                                                     |
| 2021 | Plantando Esperança                                               |
| 2021 | No Maior São João do Mundo                                        |
| 2022 | Rolê Junino                                                       |
| 2022 | Toma Conta de Mim (feat. Batista Lima)                            |
| 2022 | Canarinha do Sertão (versão 2022)                                 |
| 2022 | Princípio, Meio e Fim (feat. Batista Lima)                        |
| 2022 | Frente a Frente (feat. Batista Lima)                              |
| 2022 | #Gratidão (feat. Cavalo de Pau)                                   |
| 2023 | Faz Parte de Nossas Vidas (EP)                                    |
| 2023 | Fazendo Parte de Nossas Vidas (Live) (EP´s parte 01, 02, 03 e 04) |
| 2023 | Impossível Te Esquecer                                            |
| 2024 | Balão de Cores                                                    |
| 2024 | Na Boca do Gol                                                    |